# Doudelainville
Doudelainville (picardisch: Dodlinville) ist eine nordfranzösische Gemeinde mit 378 Einwohnern (Stand 1. Januar 2022) im Département Somme in der Region Hauts-de-France. Die Gemeinde liegt im Arrondissement Abbeville und ist Teil der Communauté d’agglomération de la Baie de Somme und des Kantons Gamaches.

## Geographie
Die Gemeinde liegt an der Départementsstraße D25 von Oisemont nach Huppy rund 5,5 Kilometer nördlich von Oisemont und zehn Kilometer westlich von Hallencourt. Doudelainville besitzt zusammen mit Fresnes-Tilloloy und Saint-Maxent einen Windpark. Zu der Gemeinde gehört der Weiler Warcheville. Das Gemeindegebiet liegt im Regionalen Naturpark Baie de Somme Picardie Maritime.

## Toponymie
Im Jahr 1088 wird der Ort bei Hariulf im Chronicon centulense in der latinisierten Form Dulciniane vallis villa erwähnt. Später taucht die Form Dodelanivilla auf.

## Einwohnerentwicklung
| Jahr      | 1962 | 1968 | 1975 | 1982 | 1990 | 1999 | 2006 | 2011 |
| --------- | ---- | ---- | ---- | ---- | ---- | ---- | ---- | ---- |
| Einwohner | 302  | 287  | 234  | 213  | 188  | 194  | 215  | 335  |

## Sehenswürdigkeiten
- 1926 als Monument historique eingetragene Mariä-Himmelfahrts-Kirche (Base Mérimée PA00116136)[1]
- Kriegerdenkmal